# Моторні баркаси типу «Фейрмайл B»
Моторні баркаси типу «Фейрмайл B» (англ. Fairmile B motor launch) — численний клас моторних катерів, розроблених та випущених британським суднобудівником Fairmile Marine. Баркаси перебували на озброєнні багатьох військово-морських баз, опорних пунктах Королівського флоту під час Другої світової війни.
Перший проєкт такого типу катерів, катер типу «А», був повністю розроблений архітектором Норманом Гартом на замовлення Fairmile Marine, проєкт типу «B» був розроблений Біллом Голтом, керівником човнової секції DNC Адміралтейства. Твердий корпус типу «A» мав обмеження щодо морехідності та керованості, але круглі обводи конструкції Голта для типу «B» виявилася набагато більш морехідною.
Як і всі човни Fairmile, виробництво баркасів типу «B» базувалося на повному попередньому виготовленні вузлів та компонентів, тому окремі секції можна було передати за контрактом на невеликі фабрики для виробництва, і вони були систематизовані та складовані як набори конструкторів, які поетапно доставлялися на різні човнові верфі для збирання та оснащення в міру необхідності. Відповідно, детальну роботу з проектування баркасів типу «B» взяла на себе Fairmile і модифікувала відповідно — потім компанія також займалася виробництвом компонентів.
Загалом між 1940 і 1945 роками було побудовано приблизно 650 човнів. Як і тип «A», тип «B» спочатку призначалися як мисливці за підводними човнами у прибережній зоні, тому катери стандартно оснащувалися гідролокатором ASDIC.
Їхнє основне озброєння спочатку відображало їхню протичовнову функціональність, з 12 глибинними бомбами, однією передньою 3-фунтовою швидкострільною гарматою Гочкіса і одним комплектом спарених 0,303-дюймових кулеметів «Льюїс» або G.O. (кількість яких часто збільшувалася екіпажем). Перші катери часто отримували морський гранатомет Голмана на міделі. Звичайним оновленням гарматного озброєння до 1942-43 рр. на багатьох перших човнах було додавання кормової стійки для кріплення або 2-х фунтової автоматичної гармати Vickers QF 2, або 20-мм гармати Oerlikon.
У міру того, як війна тривала, катери були адаптовані до інших ролей, а озброєння було модифіковано та модернізовано, наприклад, заміна 3-фунтової гармати на одну або декілька 20-мм гармат «Ерлікон» та видалення купола ASDIC для збільшення спроможностей як тральщика. Деякі катери були конфігуровано як торпедні катери.

## Бойове застосування
Під час облоги Мальти моторні баркаси типу «Фейрмайл B» використовували для прочищення вузького каналу попереду важчих тральщиків, які розширювали канал. Важчі тральщики спочатку були залишками мальтійських тральщиків, потім тральщиками флоту, які прибули з конвоєм з Гібралтару.
Деякі баркаси брали участь у рейді на Сен-Назер як штурмові транспорти, але їх легка конструкція означала, що вони сильно постраждали; під час бою було втрачено 12 моторних катерів «B» із 16, що брали участь.
Під час висадки в Нормандії кілька ML були призначені як навігаційні. Ці моторні катери направляли десантний корабель на правильні ділянку плацдарму. Для виконання цього завдання катери спереду були оснащені килимками для додаткового захисту. 20-мм гармата «Ерлікон» була встановлена на міделі, а 40-мм гармата «Бофорс» встановлювалася на кормі. У задній частині катеру було встановлено димовий балон, а кількість глибинних бомб було зменшено.
Багато з катерів були побудовані у версії рятувальних моторних катерів з невеликими лазнями позаду комінгсу машинного відділення та класифіковані як RML (рятувальні моторні катери). Вони були пронумеровані в серіях від RML492 до RML500 і від RML511 до RML553. Ще кілька було переобладнано для використання як санітарні баркаси з більшими лазаретами.